# Garson Kanin
Pour les articles homonymes, voir Garson et Kanin (homonymie).
Garson Kanin est un scénariste et réalisateur américain, né le 24 novembre 1912 à Rochester, New York (États-Unis), et mort le 13 mars 1999 à New York (New York).

## Filmographie

### Comme scénariste
- 1939 : The Great Man Votes (en)
- 1939 : Mademoiselle et son bébé (Bachelor Mother)
- 1940 : Mon épouse favorite (My Favorite Wife)
- 1943 : Plus on est de fous (The More the Merrier)
- 1943 : A Lady Takes a Chance
- 1946 : From This Day Forward
- 1947 : A Double Life
- 1949 : Madame porte la culotte (Adam's Rib)
- 1950 : Comment l'esprit vient aux femmes (Born Yesterday)
- 1952 : Je retourne chez maman (The Marrying Kind)
- 1952 : Mademoiselle Gagne-Tout (Pat and Mike)
- 1954 : Une femme qui s'affiche (It Should Happen to You)
- 1966 : Rien ne sert de courir (Walk Don't Run)
- 1969 : Where It's at
- 1969 : Some Kind of a Nut (en)
- 1973 : Adam's Rib (série TV)
- 1980 : Hardhat and Legs (TV)

### Comme réalisateur
- 1938 : A Man to Remember (en)
- 1938 : Next Time I Marry (en)
- 1939 : The Great Man Votes (en)
- 1939 : Mademoiselle et son bébé (Bachelor Mother)
- 1940 : Mon épouse favorite (My Favorite Wife)
- 1940 : Drôle de mariage (They Knew What They Wanted)
- 1941 : Ses trois amoureux (Tom Dick and Harry)
- 1942 : Fellow Americans
- 1942 : Ring of Steel (en)
- 1942 : Night Shift
- 1944 : Night Stripes
- 1944 : Salute to France
- 1945 : La Vraie Gloire (The True Glory)
- 1969 : Where It's at
- 1969 : Some Kind of a Nut (en)

## Auteur de théâtre
- 1948 : Voyage à Washington, adaptation René Clair, mise en scène Henri Bernstein, Théâtre des Ambassadeurs
- 1960-1962 : Do Re Mi (comédie musicale à Broadway, livret)
- 1972 : Ferraille et chiffons dans Au théâtre ce soir, mise en scène Pierre Mondy, réalisation Pierre Sabbagh, Théâtre Marigny